# Gymnothorax nasuta
 Gymnothorax nasuta és una espècie de peix de la família dels murènids i de l'ordre dels anguil·liformes.

## Morfologia
Els mascles poden assolir els 73,9 cm de longitud total.

## Distribució geogràfica
Es troba a Xile, incloent-hi l'Illa de Pasqua.